# 27918 Azusagawa
27918 Azusagawa è un asteroide della fascia principale. Scoperto nel 1996, presenta un'orbita caratterizzata da un semiasse maggiore pari a 3,2026250 UA e da un'eccentricità di 0,0668754, inclinata di 14,17615° rispetto all'eclittica.